# Канадзаки, Му
Му Канадзаки (яп. 金崎 夢生 Канадзаки Му:, род. 16 февраля 1989, Цу) — японский футболист, полузащитник.

## Карьера
На протяжении своей футбольной карьеры выступал за клубы «Оита Тринита», «Нагоя Грампус», «Нюрнберг», «Портимоненсе», «Касима Антлерс».
В начале 2016 года Канадзаки искал возможности для продолжения карьеры в одном из европейских клубов. В январе он провёл совместную тренировку с футболистами российского «Зенита», который проводил сборы в Португалии, однако до перехода в этот клуб дело не дошло. Не получив достойных предложений из Европы, 12 февраля Канадзаки вернулся в «Касима Антлерс», с которым заключил контракт на постоянной основе.

## Национальная сборная
С 2009 года выступает за национальную сборную Японии.

## Статистика за сборную
| Сборная Японии | Сборная Японии | Сборная Японии |
| Год            | Матчи          | Голы           |
| -------------- | -------------- | -------------- |
| 2009           | 1              | 0              |
| 2010           | 4              | 0              |
| 2015           | 1              | 1              |
| Итого          | 6              | 1              |

## Достижения
- Победитель Джей-лиги: 2010
- Обладатель Кубка Джей-лиги: 2008